# Plutonaster sirius
Plutonaster sirius är en sjöstjärneart som beskrevs av A.H. Clark 1917. Plutonaster sirius ingår i släktet Plutonaster och familjen kamsjöstjärnor. Inga underarter finns listade i Catalogue of Life.